# Lily, Rosemary and the Jack of Hearts
Lily, Rosemary and the Jack of Hearts – piosenka skomponowana przez Boba Dylana, nagrana przez niego we wrześniu 1974 r., wydana na albumie Blood on the Tracks w styczniu 1975 r.

## Historia i charakter utworu
Utwór ten został nagrany na siódmej sesji czyli 30 grudnia 1974 r., chociaż pierwsze próby związane z tym utworem odbyły się na sesji pierwszej w Columbia A&R Studios w Nowym Jorku. Ta wersja znalazła się na próbnym tłoczeniu albumu. Dylan niezadowolony z nagrania, 30 grudnia 1974 r. wszedł do studia Sound 80 Studios w Minneapolis w stanie Minnesota i nagrał nową wersję z zespołem zorganizowanym przez jego brata Davida, który także był producentem sesji.
Ta ponadośmiominutowa piosenka jest moralitetem, na którego powstanie wpływ miały takie teksty jak "The Ballad of Dan McGroo" Lorda Buckleya, "The Shooting of Dan McGrew" Roberta Service'a, wiersz W.H. Audena "Victor" oraz mordercza ballada "Big Jim" ze zbioru Lomaksów. W efekcie powstał utwór zawierający wszelkie stereotypowe wyobrażenia na temat Dzikiego Zachodu, zupełnie jak w filmie Johna Forda z 1939 r. "Dyliżans". Są więc tu i stereotypowe postacie i sytuacje: prostytutka o złotym sercu, dobra żona, wyjęty spod prawa, rabusie banków, pijany sędzia itp. Akcja rozgrywa się w nieunikniony sposób doprowadzając ostatecznie do morderstwa. Ta narracyjna piosenka przypomina inną narracyjną balladę Dylana "The Ballad of Frankie Lee and Judas Priest". Sporo miejsca na omówienie tej ballady poświęcił Tom Riley w swej książce Hard Rain: A Dylan Commentary z 1992 r. Piosenką tą zainteresowali się również filmowcy, którzy na podstawie tekstu piosenki napisać scenariusz. Bob Dylan miał grać rolę Jacka (of Hearts).
Dylan wykonał ten utwór na koncercie tylko raz podczas ostatniego występu w ramach Rolling Thunder Revue w 1976 r. z okazji 35. rocznicy swoich urodzin.

## Muzycy
Sesja 4
- Bob Dylan - wokal, gitara, harmonijka ustna
- Ken Odegard - gitara
- Chris Weber - gitara
- Bill Peterson - gitara basowa
- Greg Imhofer - organy
- Bill Berg - perkusja

- Tony Brown - gitara basowa (niepewne)

## Dyskografia
Albumy
- Blood on the Tracks - próbne tłoczenie, listopad 1974 (tu znalazła się pierwsza wersja piosenki z sesji pierwszej).
- Blood on the Tracks (1975)
- Bob Dylan. The Collection (2006)

## Wykonania piosenki przez innych artystów
- Joan Baez - From Every Stage (1976), The Essential Joan Baez/From the Heart: Live (2001)
- 7 Lvvas - Nu (1998)
- Rolling Thunder - The Never Ending Rehearsal (2000)
- Mary Lee's Corvette - Blood on the Tracks (2002)
- Tom Russell - Indians Cowboys Horses Dogs (2004)